# Jaén Fútbol Sala
Lo Jaén Fútbol Sala è una squadra spagnola di calcio a 5, fondata nel 1987 con sede a Jaén, in Andalusia. Attualmente milita in Primera División.

## Storia
Il Jaén Futbol Sala, attualmente noto come Jaén Paraiso Interior per ragioni di sponsorizzazione, nasce nel 1987 e tra gli anni 80 e 90 vive un primo periodo d'oro. Dopo un ventennio senza risultati degni di nota, vince a sorpresa la Coppa di Spagna nel 2015. Gli amarillos tornano definitivamente alla ribalta nel 2018 quando, dopo ulteriori rinforzi di mercato, raggiungono le finali di Coppa del Re e Coppa di Spagna, perdendo la prima e vincendo la seconda. Qualche mese dopo, da detentori della coppa nazionale, partecipano alla Supercoppa, dove vengono sconfitti ai rigori dall'Inter.

## Cronistoria
| Cronistoria dello Jaén Fútbol Sala |
| --- |
| - 1987 · Fondazione dello Jaén Fútbol Sala. - 1987-90 · Campionati regionali. - 1989-90 · ? nel girone ? di Primera Nacional B. - 1990-91 · ? nel girone ? di Primera Nacional B. - 1991-92 · ? nel girone ? di Primera Nacional B. Promossa in División de Honor. - 1992-93 · 5ª nel girone C di División de Honor. 2ª nel girone Pari salvezza. 1º turno di Coppa di Spagna. - 1993-94 · 9ª nel girone Pari di División de Honor. Retrocessa in División de Plata. 4ª nel girone Pari salvezza. - 1994-95 · 2ª nel girone Dispari di División de Plata. Finalista play-off promozione. - 1995-96 · 2ª nel girone C di División de Plata. Finalista play-off promozione. - 1996-97 · 1ª nel girone A di División de Plata. Promossa in División de Honor. - 1997-98 · 14ª in División de Honor. - 1998-99 · 17ª in División de Honor. Retrocessa in División de Plata. - 1999-00 · 2ª nel girone A di División de Plata. Finalista play-off promozione. - 2000-01 · 3ª nel girone A di División de Plata. Semifinalista play-off promozione. - 2001-02 · 5ª nel girone A di División de Plata. - 2002-03 · 15ª nel girone A di División de Plata. Retrocessa in Primera Nacional A. - 2003-04 · ? nel girone XIII di Primera Nacional A. - 2004-05 · ? nel girone XIII di Primera Nacional A. - 2005-06 · ? nel girone XIII di Primera Nacional A. - 2006-07 · 3ª nel girone XIII di Primera Nacional A. - 2007-08 · 11ª nel girone XIII di Primera Nacional A. - 2008-09 · 5ª nel girone XIII di Primera Nacional A. - 2009-10 · 1ª nel girone XIII di Primera Nacional A. Promossa in División de Plata. - 2010-11 · 14ª in División de Plata. Ottavi di finale di Coppa del Re. - 2011-12 · 4ª in Segunda División. Semifinalista play-off promozione. 2º turno di Coppa del Re. - 2012-13 · 5ª in Segunda División. Promossa in Primera División. Vince i play-off promozione. Ottavi di finale di Coppa del Re. - 2013-14 · 10ª in Primera División. Sedicesimi di finale di Coppa del Re. - 2014-15 · 4ª in Primera División. Quarti di finale play-off scudetto. Vince la Coppa di Spagna (1º titolo). Sedicesimi di finale di Coppa del Re. - 2015-16 · 12ª in Primera División. Quarti di finale di Coppa del Re. Finalista di Supercoppa di Spagna. - 2016-17 · 4ª in Primera División. Quarti di finale play-off scudetto. Semifinalista di Coppa di Spagna. Quarti di finale di Coppa del Re. - 2017-18 · 4ª in Primera División. Semifinalista play-off scudetto. Vince la Coppa di Spagna (2º titolo). Finalista di Coppa del Re. - 2018-19 · 6ª in Primera División Semifinalista play-off scudetto. Quarti di finale di Coppa di Spagna. Finalista di Coppa del Re. Finalista di Supercoppa di Spagna. - 2019-20 · 8ª in Primera División. Quarti di finale play-off scudetto. Quarti di finale di Coppa di Spagna. Finalista di Coppa del Re. - 2020-21 · 14ª in Primera División. Quarti di finale di Coppa del Re. - 2021-22 · 7ª in Primera División. Semifinalista play-off scudetto. Quarti di finale di Coppa di Spagna. Semifinalista di Coppa del Re. - 2022-23 · 4ª in Primera División. Finalista play-off scudetto. Vince la Coppa di Spagna (3º titolo). Quarti di finale di Coppa del Re. - 2023-24 · 3ª in Primera División. Semifinalista play-off scudetto. Semifinalista di Coppa di Spagna. Semifinalista di Coppa del Re. Semifinalista di Supercoppa di Spagna. |

## Strutture
L'impianto casalingo è l'Olivo Arena, palazzo dello sport inaugurato nel 2021, e dotato di una capienza di 6.589 spettatori.
In precedenza gli amarillos giocavano presso Pabellón La Salobreja (1.200 spettatori), spostandosi, per le gare di cartello, presso l'Ifeja Ferias Jaén, centro congressi cittadino riadattato occasionalmente.

## Palmarès

### Competizioni nazionali
- Coppa di Spagna: 3

2014-2015, 2017-2018, 2022-2023
- División de Plata: 2

1996-1997 (Girone A)

### Competizioni regionali
- Primera Nacional A: 1

2009-2010 (Girone XIII)

### Altri piazzamenti
- Campionato spagnolo

Semifinalista: 2017-2018, 2018-2019, 2021-2022
- Coppa del Re

Finalista: 2017-2018, 2018-2019, 2019-2020
- Supercoppa di Spagna

Finalista: 2015, 2018

## Tifoseria
Il Jaén è anche noto per la Marea Amarilla, gruppo di tifosi organizzato tra i più numerosi di Spagna, evolutosi sempre di più negli ultimi anni. Caratteristica della tifoseria sono le maglie gialle (uno dei colori sociali del club) indossate da tutti i componenti.

## Organico

### Rosa
| N° | Naz.                  | Ruolo | Sportivo          | Anno       |  |  |
| -- | --------------------- | ----- | ----------------- | ---------- |  |  |
| 1  | Brasile (bandiera)    | POR   | Carlos Espíndola  | 12.07.1993 |  |  |
| 2  | Brasile (bandiera)    | DIF   | Maurício          | 06.12.1983 |  |  |
| 8  | Argentina (bandiera)  | LAT   | Gerardo Menzeguez | 23.04.1993 |  |  |
| 10 | Brasile (bandiera)    | LAT   | Nem               | 10.10.1995 |  |  |
| 12 | Brasile (bandiera)    | DIF   | Attos             | 18.06.1992 |  |  |
| 13 | Spagna (bandiera)     | POR   | Álex González     | 14.05.1989 |  |  |
| 14 | Argentina (bandiera)  | PIV   | Alan Brandi       | 24.11.1987 |  |  |
| 16 | Brasile (bandiera)    | DIF   | Wanderson         | 17.07.1991 |  |  |
| 20 | Spagna (bandiera)     | LAT   | Chino             | 13.11.1991 |  |  |
| 21 | Spagna (bandiera)     | LAT   | Míchel            | 24.04.1993 |  |  |
| 27 | Capo Verde (bandiera) | LAT   | Renato            | 05.12.1997 |  |  |
| 29 | Spagna (bandiera)     | LAT   | César Velasco     | 15.12.1997 |  |  |
| 30 | Argentina (bandiera)  | DIF   | Pablo Taborda     | 03.09.1986 |  |  |
| 41 | Argentina (bandiera)  | PIV   | Matías Rosa       | 18.09.1995 |  |  |
| 92 | Brasile (bandiera)    | POR   | Henrique Rafagnin | 05.11.1992 |  |  |

### Staff tecnico
- Dani Rodríguez - Allenatore
- Pedro Cuadra - Vice allenatore e preparatore atletico
- Jesús Torres - Preparatore atletico